# دین و تمایلات جنسی
ادیان مختلف و پیروان آنها دیدگاههای متفاوتی در مورد تمایلات جسمانی دارند. برخی تمایلات جنسی را مفهومی نسبتاً منفی دانسته و شماری دیگر آن را برترین تجلّی الهی میپندارند. برخی از ادیان، میان فعالیتهای جنسی در راستای تداوم نَسلِ بشر (در برخی از مواقع و تنها به صورت ازدواج و مجاز در سن معین) و یا تنها در جهت لذت جنسی تمایز قائل هستند. 

## مرور کلی
اخلاقی جنسی در طی زمان و در میان فرهنگها بسیار متفاوت بوده است. هنجارهای جنسی یک جامعه (استانداردهای رفتار جنسی) میتواند وابسته به باورهای مذهبی، شرایط اجتماعی و محیطی و یا تمام این فاکتورها باشد. تمایل جنسی و تولیدمثل از مؤلفههای اصلی و کلیدی در تعاملات میان انسانها و جوامع در سراسر جهان به شمار میرود. افزون بر این، «محدودیت جنسی» نیز یکی از فرهنگهای عمومی در تمام جوامع بشری است. 
بر همین اساس، اکثر ادیان به مسالۀ نقشِ «درست» تمایل جنسی پرداختهاند. ادیان مختلف دارای 
دستورالعملهای متفاوتی در زمینۀ اخلاق جنسی هستند که فعالیتهای جنسی را کنترل نموده و یا ارزشهای قانونمندی را جهت اعمال یا نیات جنسی تعیین میکنند. هرکدام از ادیان اصلی دارای یک دستورالعمل اخلاقی است که موضوعات مربوط به تمایلات جنسی، اصول اخلاقی و سایر موارد در این حوزه را پوشش میدهد. این دستورالعملهای اخلاقی از یک سو به دنبال نظارت بر موقعیتهایی هستند که میتوانند منجر به جاذبۀ جنسی شده و از طرفِ دیگر به دنبال کنترل فعالیتهای جنسی افراد هستند.

## ادیان ابراهیمی
ادیان ابراهیمی (شامل یهودیت، سامری‌گرایی، مسیحیت، بهائیت و اسلام) به طور سنتی رویکردی مردسالارانه و دگرجنسگرایانه را نسبت به تمایلات جنسی انسان اتخاذ کردهاند. 
به طور خاص در مذهب کاتولیک به مقاربت واژینالی میان زن و مرد در پوشش ازدواج بیشتر از سایر اشکال فعالیت جنسی مثل خودارضایی، رابطۀ جنسی دهانی، رابطۀ جنسی معقدی و روابط همجنسگرایانه (در اصطلاح لَواط) تأکید شده و پیروانشان را از ارتکاب به چنین اعمالی به عنوان گناه منع میکنند. در ادامه، این رفتارها را به ساکنان سدوم و گومورا نسبت میدهند. گرچه، وضعیت دِگَرباشان جنسی در آغاز مسیحیت و صدر اسلام مورد بحث و تردید است.

### مسیحیت
از لحاظ تاریخی، کتاب مقدس عِبری در عهد عَتیق و تفاسیر قدیمی مربوط به آن در یهودیت و مسیحیت رویکردی مردسالارانه و دگرجنسگرایانه را نسبت به تمایلات جنسی انسان اتخاذ کردهاند. این کتاب توصیه به مقاربت واژینالی میان زن و مرد در محدودۀ ازدواج را بیش از سایر اشکال روابط جنسی مثل خودارضایی، رابطۀ جنسی از راه دهان، رابطۀ معقدی و روابط همجنسگرایانه (به عنوان لواط در اعصار مختلف شناخته شده است) کرده و پیروانش را آموزش میدهد که چنین رفتارهایی به علت شائبۀ ارتکاب به گناه ممنوع هستند . در ادامه، این ادیان بروز چنین رفتارهایی را به ساکنان سدوم و گومورا نسبت میدهد. 
عیسی در عهد جدید به بیان نکات اندکی در زمینۀ رابطۀ جنسی اکتفا نموده و بیشتر اطلاعات موجود در این حوزه از عَهدِ عتیق و نوشتههای پولس نشأت میگیرد که امروزه برخی از مطالب موجود در آن جای بحث و بررسی دارد. 
ارتباط جنسی میان جنسهای مختلف و بین 2 جنس (شامل تَک-همسری، هرچند که چندهمسری و همجنسگرایی هم ممنوع نیست) و عموماً با هدف تولیدمثل و زاد و وَلد به عنوان ایدهآلترین حالت رابطۀ جنسی شناخته میشود. 
در اَبیات غزل‌های منتسب به سلیمان مفاهیمی از عشق و شهوت و رابطه و محبت زناشویی اشاره شده است. 